# 2006年のラジオ (日本)
2006年のラジオ (日本)では、2006年の日本のラジオ番組、その他ラジオ界の動向について記す。

## 主な出来事
- 3月14日 - オリエンタルラジオが2006年春のニッポン放送のキャンペーンキャラクターに就任。
- 3月31日 - NHK FMで1974年4月から放送されていた音楽番組『ひるの歌謡曲』が終了。32年の放送に幕。
- 4月2日 - 1986年4月から火曜会の企画で文化放送の制作で放送された洋楽専門の音楽ランキング番組『全国ポピュラーベストテン』が終了。これにより1963年4月から『9500万人のポピュラーリクエスト』時代から開始した火曜会が企画した洋楽専門の音楽ランキングシリーズが43年の歴史に幕。
- 4月ごろ - いきものがかりがニッポン放送のステーションジングルを作成。
- 6月17日 - 関根勤の娘の関根麻里がTBSラジオの『コサキンDEワァオ!』に出演し芸能界デビュー。
- 6月22日 - NHKラジオ第1の特番、『伝説を走り続ける歌声』（20:05 - 21:30）で石原裕次郎の未発表レコーディング音源を放送。
- 7月21日 - 『極楽とんぼの吠え魂』（TBSラジオ）が山本圭一の不祥事によって急遽打ち切りが決定した。 山本の不祥事発覚翌日の7月19日に突如番組ホームページが削除されるなど、7月21日深夜の放送にて相方の加藤浩次が「この回（第301回）をもって番組が終了すること」を発表した。
  - JUNK枠の金曜日は7月29日からJUNK既存の番組でスペシャルパーソナリティ同士の「JUNK 交流戦スペシャル」の措置を9月いっぱい行った。
  - 加藤は担当していた火曜深夜の「ゴチャ・まぜっ!」（MBSラジオ）も降板。
- 9月26日 - プロパガンダ放送「ゼロ・アワー」の日系2世のアナウンサー、「東京ローズ」のアイヴァ・郁子・戸栗・ダキノが死去（90歳没）。
- 11月3日・4日 - ニッポン放送が日比谷公園でイベント「Theラジオパークin日比谷」を開催。
- 11月26日 - FMたまんのCD「糸満生まれ」と「糸満育ち」が発売。
- 12月5日 - 文化放送、ラジオドラマ「忠臣ぐらっ」「芝浜」放送。毎日放送と北海道放送がラジオドラマを共同制作。
- 12月31日 - 年越し特別番組、ニッポン放送は「ナインティナインのオールナイトニッポン」、TBSラジオは「サタデー大人天国! 宮川賢のパカパカ行進曲!!」、TOKYO FMは「SCHOOL OF LOCK! "Ring my self!"」のスペシャル版を放送。

## 主な放送番組

### 開始番組

#### 2006年4月放送開始
TBSラジオ
- 3日 - 〜ちょいモテおやじ養成番組〜ものほん
- JUNK2
  - 7日（6日深夜） - カンニング竹山 生はダメラジオ
  - エレ片のコント太郎
- 8日 - 唐沢俊一のポケット
- TBSラジオ エキサイトベースボール
  - 佐々木主浩のエキサイトマンデー!
  - キャッチ・ザ・エキサイトベースボール

文化放送
- 3日
  - 吉田たかよし プラス!
  - 玉川美沙 たまなび
- 9日 - 千田正穂のありがとう!

ニッポン放送
- 4日（3日深夜） - ミューコミ
- 8日（7日深夜） - オリエンタルラジオのオールナイトニッポンR
- 9日（8日深夜） - アンダーグラフのオールナイトニッポン
- 15日（14日深夜） - ますだおかだのオールナイトニッポン

TOKYO FM
- 1日 - GEO@チャンネル presents シネラバ
- 2日
  - 松任谷由実 Sweet Discovery
  - NISSAN あ、安部礼司〜BEYOND THE AVERAGE
  - 森永乳業presents 平原綾香のヒーリング・ヴィーナス
  - Discord
- 3日
  - Eyes on Japan
  - Tapestry
  - A'll that RADIO
  - MAGICAL DASH!
  - metro pop
  - ENTERMAX
  - Evening File
- TOKYO FM INDY JAPAN RADIO
- AKB48のよんぱちアフター
- 一青窈 ハチミツドキ
- HYのぬーやてぃん!あとやてぃん!
- 茂木淳一のバーチカル・ドロップ
- Lift up your heart
- 佐川急便 Music Souvenir
- 竹中 sound shop
- MAZDA MUSIC JAM
- 押尾コータロー ACOUSTIC WIND
- 恵俊彰で3人

J-WAVE
- 3日 - TOMORROW
- HANDSOME★ACADEMY
- THE ROCHETMAN SHOW!!
- NISSAN CANDY BANDY
- Samantha Thavasa PINK&GOLD

FM YOKOHAMA
- RADIO DOCK
- THE STOLEN MOMENTS
- LUNCHTIME GOLD
- Tips Town
- tre-sen
- YOKOHAMA JAZZY NIGHT
- KONY ISLAND
- Y-Y-Y
- CLASSY MORNIN'

AIR-G'
- 太陽族のなまら倶楽部
- ASAHI BEER presents NIKKA 竹鶴 CONNECTION
- TAROかまやつ ピアノマンの部屋
- FM ROCK KIDS（復刻版、3部構成）
- Morning Bird

信越放送
- きまぐれな人魚たち（ラジオドラマ）

#### 2006年10月放送開始
TBSラジオ
- 2日 - あべこうじのポッドキャスト番長
  - 2日
    - 長谷川滋利の野球術
    - 山崎真実のイヤならいうてな!

  - 3日
    - 悠悠素敵話
    - 加藤夏希のニュータイプ英単語

  - 4日
    - たけくまラジオ
    - 相武紗季のハッピータイム!

  - 5日 - ニュースの見張番
  - 6日
    - 週刊ミヤダイ
    - 高部あい ラジオdeあいでチュッ

  - 19日 - トヨタプレゼンツ ドライブのように
- 4日（3日深夜） - 火曜JUNK2 タカアンドトシのケチャケチャラジオ
- 7日
  - 遊学舎でいこう!
  - 今日よりちょっといい、明日を
  - 久米宏 ラジオなんですけど
  - Café de CAMUS
  - 文化系トークラジオ Life
- おとなの時間割
  - 唐沢俊一のポケット、金曜21:00 - 22:00へ移動
  - ウンナンタイム、木曜21:00 - 22:00へ移動
  - 談志の遺言 2006
  - 竹中直人ハードボイルド・ソーセージ
  - 11月11日 - ラ・フォル・ジュルネの旅
- 金曜JUNK おぎやはぎのメガネびいき
- Time slip 80's
- Science Xitalk
- エキサイトスタジアム
  - 元木大介のエキサイトサタデー
  - 栗山英樹のエキサイトサンデー

文化放送
- 4日 - 下川みくにのみくもりっ。
- 竹内靖夫の電リク・ハローパーティー
- 斉藤一美 ラジオかぶりつき
- 岩本勉のまいどスポーツ、日曜18:00 - 19:00へ移動
- ラジオふるさと便
- 大村正樹のサイエンスキッズ
- 幸田真音のIt's Mine
- 木村政雄の楽園計画
- 安達祐実のTOKYO UBERSEXUARL LIFE
- 桜塚やっくんのスケバン連合緊急集会

ニッポン放送
- 2日
  - 松本ひでおのショウアップナイターネクスト
  - THE 放送サッカーズ
- ヤンピース
  - 2日 - 東貴博のヤンピース
  - 6日 - 南海キャンディーズ 山里亮太のヤンピース フライデースペシャル
- 5日 - BBMCミュージックファン ライス兄弟のチェリーGO!ラウンド
- 6日 - 江原啓之の幸せのレッスン
- 7日
  - 栗村智のおはよう散歩道
  - 榊原郁恵のおしゃべりパーク 歌うリクエスト
- 8日
  - 小泉里子 恋する時間
  - 山田花子と杉本彩と増山さやかのちょっとどうなのよ?
  - オールナイトニッポンアゲイン
  - 内田恭子のGoodDay GoodNight
- 14日
  - 小倉智昭のラジオサーキット
  - 清水ミチコのミッチャン・インポッシブル
- 橋本ひろしの人気者を探せ!
- 田崎真也のワインはV
- 中村征夫の世界の国から
- 味な歳時記 池波正太郎その世界
- 京極夏彦ラジオドラマ 『百器徒然袋』
- 新光証券 日本全国企業リポート

アール・エフ・ラジオ日本
- 立川こしらのガッテン!こしらじお
- オトナの情報マガジン
- オトナの競馬マガジンプラス
- 夜の図書室

TOKYO FM
- 2日 - SKY
- 7日 - 義家弘介のTalk and Talk
- Humming bird
- SCHOOL OF LOCK!GIRLS LOCKS!SUNDAY
- 本村由紀子のおいしい話
- Amitie'du weekend
- I LOVE MUSIC treasure chest

JFN
- 1日 - 梶原しげるのNEXT ONE
- 6日 - Applause!〜週末の主役達へ〜
- スフィアリーガー 朝練スタンバイ
- チャットモンチーのロッキン丼
- UVER家のラジオ
- 森山良子 やさしい気持ち
- レディオ・トライアングル
- 天気部屋〜予報士さん、教えて!〜
- WITH CHINA
- Switch!
- Lovers Music

J-WAVE
- 2日 - THE UNIVERSE
- 7日 - KISS AND HUG
- WORLD WIDE 60（←J-WAVE LOUNGE WORLDWIDE）

InterFM
- 和田裕美カフェ
- Jay Chou presents Still Fantasy

NACK5
- MUSIC-LINE
- MAGICAL SNOWLAND 2007
- Sunday Sunday
- Mail-reqbox M-SUN
- MAY A la Mode
- I.D. night flight
- DOSE23
- SOUND JOURNEY
- SPICE TRIP!!
- ロック番付

Bayfm
- 1日 - KUSUKUSU

FM-FUJI
- FIGHT CLUB

ABCラジオ
- どんなかな?阪大工学部
- 鶴光のDJ天国
- 味な歳時記 池波正太郎その世界
- アベロクのヲトナラジオ
- かつみ・さゆりの情報パレット
- SOUND・STYLE〜神戸からの風〜
- 歌謡大全集
- 笑福亭仁鶴のつれづれ話
- ダマ奈津子のワンダフルライフ
- 京極夏彦ラジオドラマ 『百器徒然袋』
- 小山乃里子のハートにスニーカー
- 大西ユカリのハッスル歌謡曲
- 道上洋三を探せ（ラジオドラマ、10月9日 - 20日）

MBSラジオ
- 3日 - 上泉雄一の発信!UWAらじお
- 8日 - 浜村淳のなんばでルンバ!
- マイ・ストーリー
- 亀山つとむのサタスポ
- ぷらっと☆ホーム
- もっと!キラリ☆

ラジオ関西
- 2日 - 名曲☆ラジオ☆関西（中村よおのトオリヌケ・ストリート）
- 8日 - 増井孝子のYesterday Once More
- JAM×JAM
- 週刊!アニたま金曜日
- 名曲ラジオアワー

CBCラジオ
- 2日 - つボイノリオの聞けば聞くほど（時間拡大）
- 5日 - ハイパーナイト 植村花菜のカナナビ
- 6日 - ハイパーナイト モーニング娘。道重さゆみの今夜もうさちゃんピース
- いぃざ!SHOWTA.いむ
- 中村泰士のキュートナー宣言

東海ラジオ
- 7日 - 松原敬生のシャレアップ歌謡曲
- 2COOL!
- 東海ラジオミッドナイトスペシャル
  - 中部TRACK
  - Redballoon
- ドラゴンズNo.1ジョッキー
- 流石の源石

STVラジオ
- 2日
  - 千ちゃんの幸せラジオドーム
    - スーパーラジオファイターズ

  - 産地直送!カントリー娘。
  - さっぽろ吉本男まつり
- 7日
  - 中嶋シゲキのDo!LIVEサタデー
  - みのや雅彦 ザ・対談
- 8日 - さんふらわあDriving Cruise
- 星澤幸子のごちそうさま
- Dear Woman
- 木村洋二 のってけ!テケテケ!
- 真夜中の子羊
- 神田山陽の日曜うら長屋
- ミュージックBOX'70/ミュージックBOX'80/ミュージックBOX'90
- 松崎真人 アナログザウルス

北海道放送
- プッシュ・アップ!!HBC!
- ガンちゃんの世界一面白いプロ野球の番組
- ワン・アーティストスペシャル「オンリーワン!」
- 期間延長バラエティー・アキトムDX
- 飯野智行のイ・イ・ト・モ!
- ゆかりの今夜もゲームオーバー?

AIR-G'
- さっぽろアートステージ2006
- DENPA SURF〜Nu Groove
- MEN☆SOULのGROOVE交際〜今夜もE-FUNK〜
- タクラジ
- MOVIE ACCESS

FM NORTH WAVE
- RADIO CYNAPSE
- PRIME SQUARE
- Music Box
- G-1 MOTION
- NIGHT OASIS 825
- INDIGO BLUE TRAIN
- APPLE EDGE
- TUCK'S MUSIC TRIBE
- WEEKEND VOYAGE

エフエム岩手
- 週刊MUSIC PUNCH!（エフエム青森、エフエム秋田にもネット）

Date fm
- LAWSON Presents 北風小僧（東北6県ネット）

K-MIX
- C1000 presents yuumi の LOVELY DAY

北陸放送
- 鈴木康博 メインストリートをつっ走れ!
- Happy Tonight 友達だからね〜#3

信越放送
- ラジオDEアミーゴ*
- 松本宵の口Magazine
- Suwako・遊ゆうクルーズ
- 青春の歌謡曲

中国放送
- 阿川弘之 青春の記憶

九州朝日放送
- 2日 - もう夜なのか
- 6日 - ジャンジャン パラダイス
- 7日 - おかはちワイド チューチュートレイン
- 音楽箱・ミュージック ボックス
- こだマン!
- 八女っ娘・一平ちゃんが行く（ブギウギラジオ内）

### 2006年3月放送終了
青森放送
- 31日 - ナイトブリッジ・フォー・ユー

民放AM各局
- 31日 - 黒沢良のマイルドタイム（放芸制作）

### 2006年10月放送終了
熊本放送
- 30日 - ばってん荒川 ぴら〜っと登場!